# 코모에구

코트디부아르 코모에구

코모에구(프랑스어: District du Comoé)는 코트디부아르 동부에 위치한 구이다. 행정 중심지는 아방구루이며, 면적은 14,150km2이다. 동쪽으로는 가나와 국경을 접하며, 북쪽으로는 잔잔구, 서쪽으로는 라귄구, 그리고 남쪽으로는 대서양과 접하고 있다.

## 신설
코모에구는 2011년 코트디부아르의 행정 구역 개편으로 신설되었다. 이 지역의 영토는 무아얭코모에주와 쉬드코모에주의 이전 지역들을 합병하여 구성되었다.

## 행정 구역
2개 주, 7개 도를 관할한다.
- 인데니에쥐아블랭주
  - 아방구루도
  - 아니빌레크루도
  - 베티에도
- 쉬드코모에주
  - 아부아소도
  - 아디아케도
  - 그랑바삼도
  - 티아품도

## 인구
2021년 인구 조사에 따르면, 코모에구의 인구는 1,501,366명이다. 인구 밀도는 2021년 기준으로 110명/km2이다.